# De maan (sprookje)

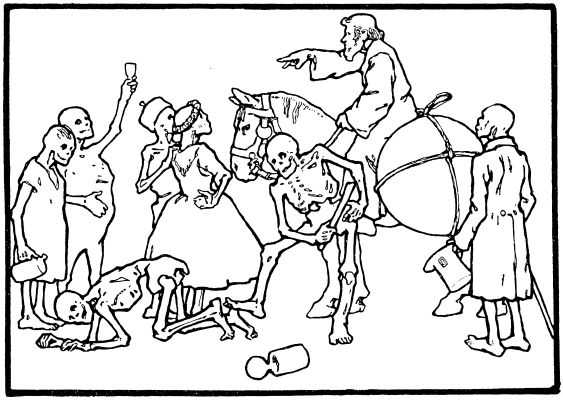
Afbeelding bij het sprookje door Otto Ubbelohde, 1909

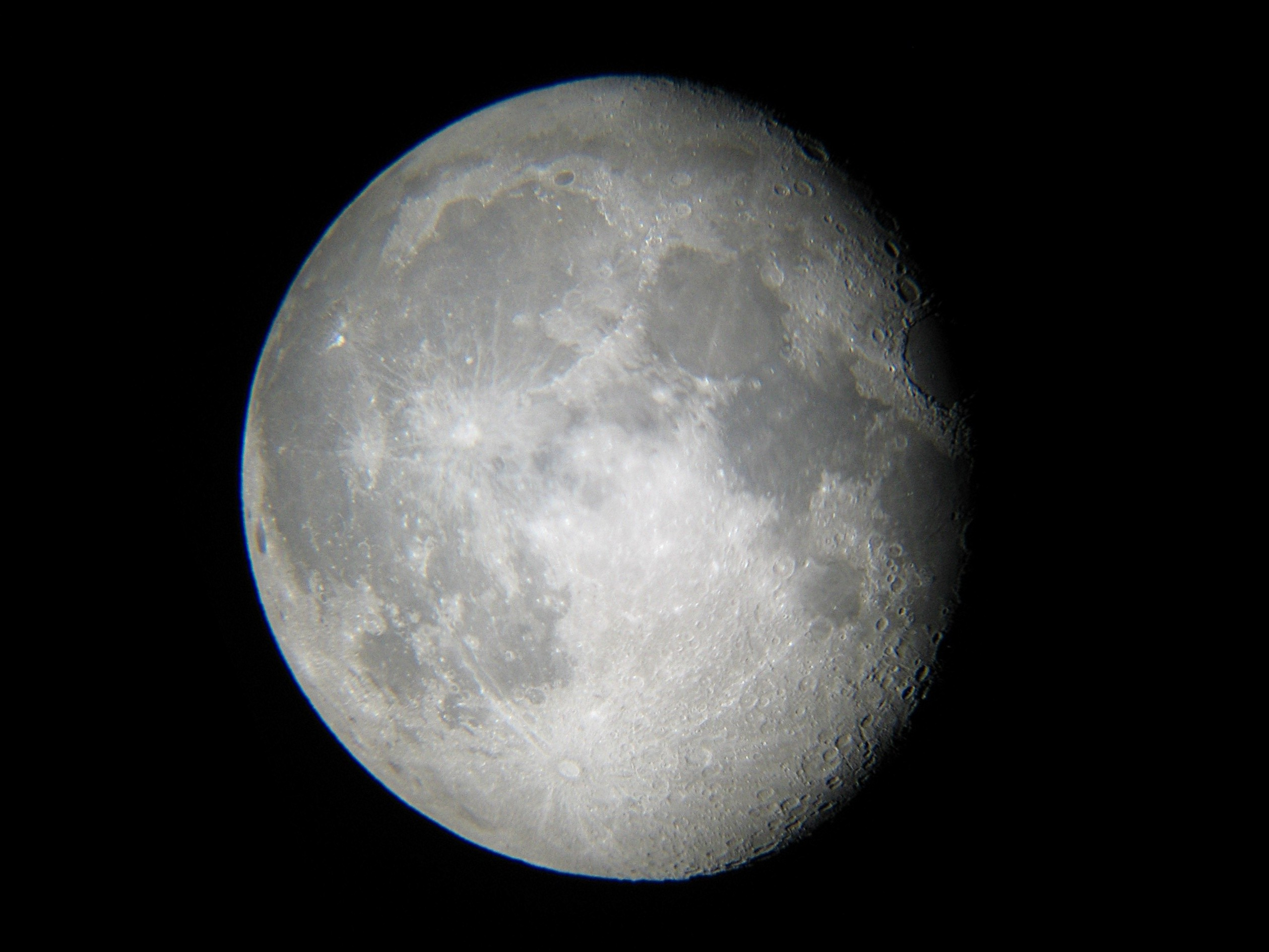
Driekwart van de maan

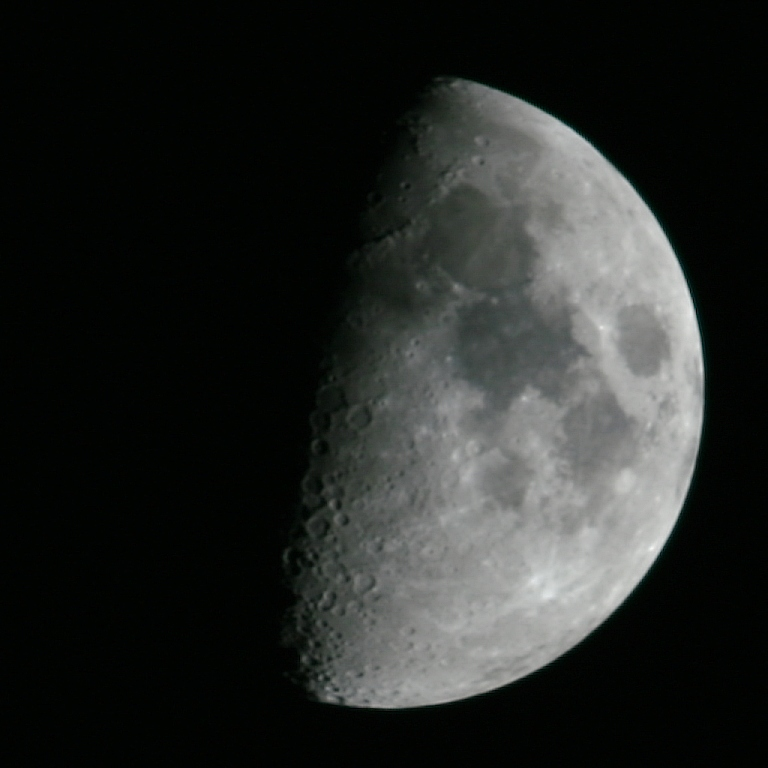
De helft van de maan

De maan is een sprookje uit Kinder- und Hausmärchen met volgnummer KHM175, opgetekend door de gebroeders Grimm. De oorspronkelijke naam van het sprookje is Der Mond.

## Het verhaal
Lang geleden was er een land waar het nachtelijk licht voldoende was, er scheen geen maanlicht en er waren geen sterren te zien in de duisternis. Vier jongens gingen op ambachtsreis en ze komen in een rijk waar de zon 's avonds achter de bergen verdwijnt. Er staat een stralende bol op een eik en deze verlicht de hele omgeving. De jongens vragen een boer naar de bol, waarop de boer vertelt dat het de maan is. De schout heeft hem voor drie daalders gekocht en aan de eik vastgemaakt.
Elke dag moet hij olie geven en de maan moet worden schoongemaakt, zodat hij helder blijft. De jongens hebben thuis ook een eik en willen de lamp meenemen. Ze halen paard en wagen en de derde zoon klimt in de boom en boort een gat in de maan. Hij trekt een touw door het gat en ze binden de glanzende bol op de wagen. Ze bedekken de bol met een doek en gaan naar hun eigen eik. Iedereen is blij met het nieuwe licht en de dwergen komen en de aardmannetjes maken een rondedans.
De vier jongens geven olie aan de maan en snuiten de pit, ze krijgen elke week een daalder. Maar ze worden oud en de oudste voelt de dood naderen. Hij wil een kwart van de maan mee in het graf als bezit. De schout knipt een kwart van de maan en het licht neemt af. De tweede broer sterft ook en krijgt een kwart van de maan mee in het graf. Ook de derde broer sterft en neemt zijn deel mee. De vierde broer gaat dood en de duisternis treedt weer in. Mensen botsen tegen elkaar op de donkere aarde en in de onderwereld komen de delen van de maan weer samen.
Ze verlichten de duisternis en de doden ontwaken uit hun slaap. Ze zijn verbaasd weer te kunnen zien en kunnen zonlicht niet meer verdragen. Ze zijn vrolijk en dobbelen en dansen. Ze gaan naar de herberg en eisen wijn. Ze razen en tieren en ranselen elkaar af met knuppels. Het lawaai wordt steeds luider en Sint Petrus denkt dat de onderwereld in opstand gekomen is. Hij roept de hemelse heerscharen bij elkaar en ze moeten de vijand terugjagen. Niemand komt en hij rijdt alleen door de hemelpoort naar de onderwereld. Hij beveelt de doden weer in hun graven te gaan liggen en neemt de maan mee naar de hemel.

## Achtergronden bij het sprookje
- Het sprookje komt uit Märchen für die Jugend (1854) van Heinrich Pröhle.
- Het is gebaseerd op een oeroud sprookje.
- Het motief komt ook voor in het verhaal over de Sampo uit de Finse mythologie, zie het Finse epos Kalevala.
- De onderwereld komt vaak voor in sprookjes, zoals in Vrouw Holle (KHM24).
- Zie ook schijngestalten van de maan.
- In De zeven schepenen van Eys wordt ook gepoogd de maan te pakken.
- De maan verdwijnt zoals het koekmannetje uit een Engels kettingsprookje. Vergelijk ook Het huishouden van kat en muis (KHM2).
- Er zijn meer sprookjes over het verdwijnen (en terughalen of opnieuw verschijnen) van de maan.
- Zie ook De jongen van de maan en Het mannetje in de maan.